# Павел Калитин
Павел Петрович Калитин (на руски: Павел Петрович Калитин) е руски офицер, подполковник в Българското опълчение, участник в Руско-турската война (1877 – 1878).

## Биография
Павел Калитин е роден на 30 август 1846 г. в Псковска губерния, област с богати традиции във военното изкуство. Произхожда от семейство на небогат потомствен дворянин. Следващ заветите на предците си, избира професията на военен. Постъпва на служба като юнкер на 25 август 1863 г. в Павловския Кадетски корпус. През 60-те години на XIX век, веянията на „Новото време“, известно още като епоха на велики промени, свързани с отмяна на крепостничеството и с големи военни реформи, привличат Павел Калитин. На 7 август 1865 г. талантливият 19-годишен юноша завършва с първи разряд Павловския Кадетски корпус и му е присвоено първо офицерско звание прапоршчик.
Пред младия офицер се открива възможност за блестяща военна кариера в столичния Санкт Петербург. Отхвърляйки предложенията на началниците за лека служба, приема разпределение последователно в Оренбургски Линеен батальон и 1-ви Туркестански стрелкови батальон. Участва в покоряването на Средна Азия и превземането на Бухара, Хива, Коканд и Махрама (1862 – 1876). Награден с Орден „Свети Владимир“ IV ст. и златно оръжие „За храброст“. Повишен във военно звание подполковник от 1876 г.

## Участие вРуско-турската война (1877 – 1878)
През Руско-турската война 1877-1878 г. се занимава с първоначалната организация на Българското опълчение. Назначен е за командир на 3-та дружина от 2-ра бригада. В нейния състав е 3-та Знаменна опълченска рота, на която е поверено Самарското знаме.
Бие се храбро при овладяване на Шипченския проход през юли 1877 г. от Предния Руски отряд с командир генерал-лейтенант Йосиф Гурко. Загива в епичната Битка при Стара Загора срещу Централната османска армия с командир Сюлейман паша на 19/31 юли 1877 г., отбранявайки Самарското знаме от обградилите го турски войници. Пада от коня пронизан от турски куршуми, в мига, в който поема знамето.
Командирът на рота от 3-та дружина, подпоручик Стефан Кисов пише:
„Юнаци! дайте ми знамето, извика подполковник Калитин, когато видя, че знаменосеца С. Минков падна убит, и като пое подаденото му знаме, скомандува: „подире ми, юнаци!“ и дръпна да възвие коня си. В този момент два неприятелски куршума единя в шията, другия в гърдите, свалиха героя Калитин от коня. Ний с Попова бяхме току до него. Когато се спуснахме и приповдигнахме нашия началник от земята, той беше неподвижен – мъртъв“.

## Памет
Подвигът на подполковник Павел Калитин е увековечен в много картини, изобразяващи го как със сетни сили, предава Самарското знаме на своите другари – българските опълченци. 
Днес неговото име носят парк и улица в Стара Загора, улици в Габрово, София (Карта), Варна и Шумен.
В негова чест село Джуранлии е преименувано на Калитиново. 
В руския град Холм, Новгородска област е издигнат негов паметник. Намира се на едноименната улица и е дарение от жителите на Стара Загора.
Край връх Шипка е издигнат паметник на подполковник Калитин и 3-та опълченска дружина, отбранявала върха на това място.

## Семейство
- баща Петр Васильевич Калитин,
- майка Мария Павловна Калитина (моминско име Арбузова)
- брат Петр Петрович Калитин,
- сестра Анна Петровна Калитина,
- сестра Мария Петровна Калитина,
- брат Николай Петрович Калитин,
- брат Нил Петрович Калитин,
- брат Василий Петрович Калитин,
- брат Михаил Петрович Калитин [1]

## Галерия
- Смъртта на Калитин при защитата на Самарското знаме
- Паметник на Калитин и 3-та опълченска дружина при връх Шипка
- Паметник на Калитин в град Холм, Новгородска област.
- Паметната плоча на Калитин в град Холм, Новгородска област.
- Генерал от кавалерията Петър Калитин, брат на Павел Калитин
- Гербът на рода Калитини